# ザトラキス
ザトラキス (Zatrachys ) はペルム紀初期のテキサスとニューメキシコに生息していた迷歯亜綱分椎目に属する絶滅両生類である。

## 特徴
平らなU字型の頭骨を持つ。頭長は10-15 cm。眼窩は小さく上方を向いていた。
頭骨の後方が広がり襟状になり、また鼻孔から眼窩の周辺を結び頭骨の後端まで続く隆起がある。このような装飾の目的はよくわからない。
脊椎はラキトム型。四肢は小さく尾は短い。
これらの特徴から水生動物だったろうと考えられていたが、近年口蓋部に大きな空隙があるのに注目し、陸生のカエルのような伸ばした舌に獲物をくっつけて捕らえる粘液を出す腺があったのではないかという仮説が立てられた。それならば陸生傾向がかなり強かったことになる。近縁のアカントストマトプス属の研究からも少なくとも十分成長した後は陸生であったことが推測される。

## 近縁種

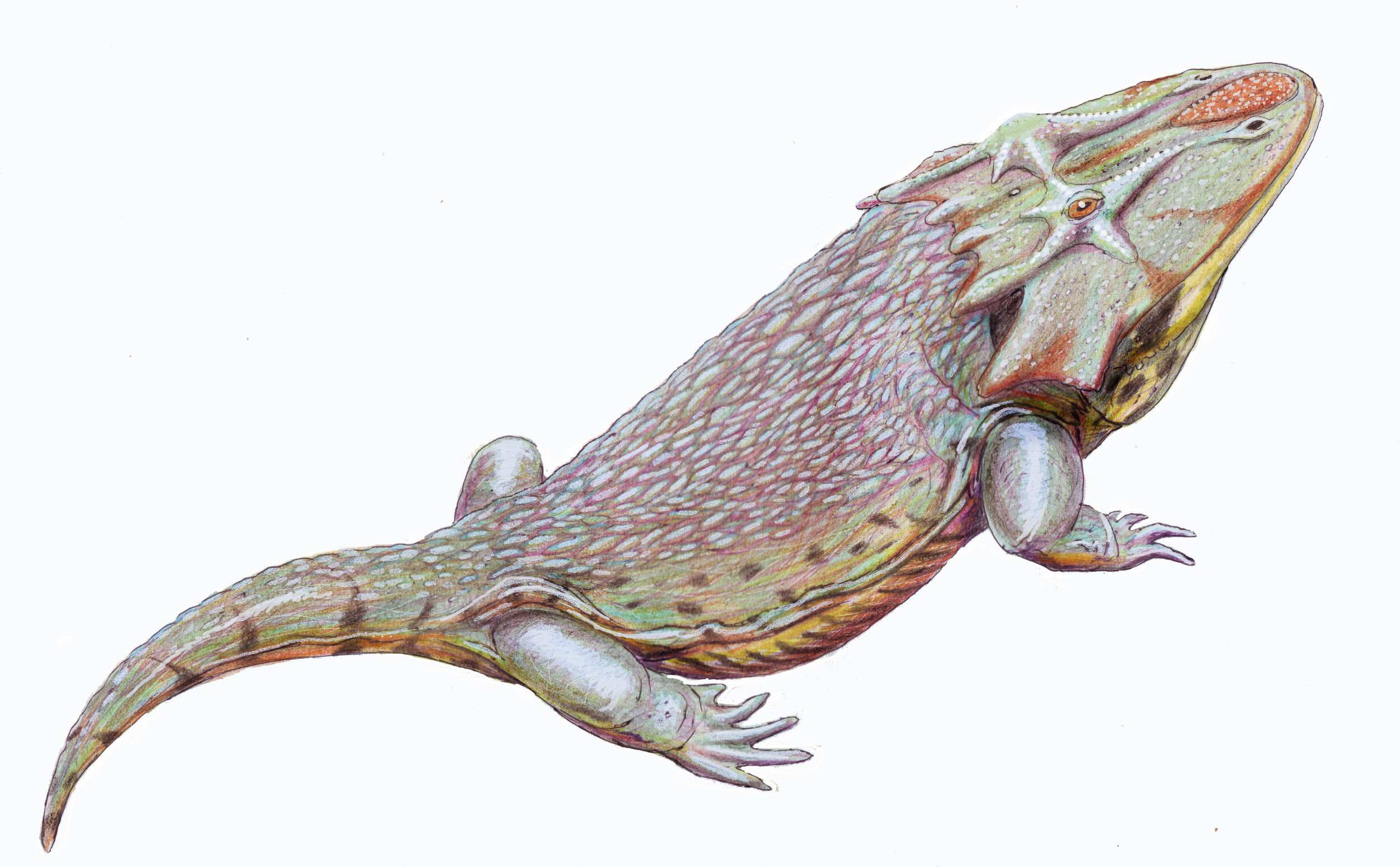
Dasyceps bucklandi

- アカントストマトプス属 Acanthostomatops
ペルム紀初期のドイツに生息。非常にザトラキス属に近いとされる。頭長10cm。成長段階の異なる複数の化石が発見されている。若年個体は四肢は十分発達しているにもかかわらず外鰓を有し、また襟は発達していない。成長につれて外鰓は消失し、襟も発達していくが、尾部の成長は頭部と比べて遅く、結果尾が短い体型になっていく。
- ダシケプス属 Dasyceps
ペルム紀初期のイギリスに生息。頭長29cm。

- ステゴプス属 Stegops